# Harri Jõgisalu

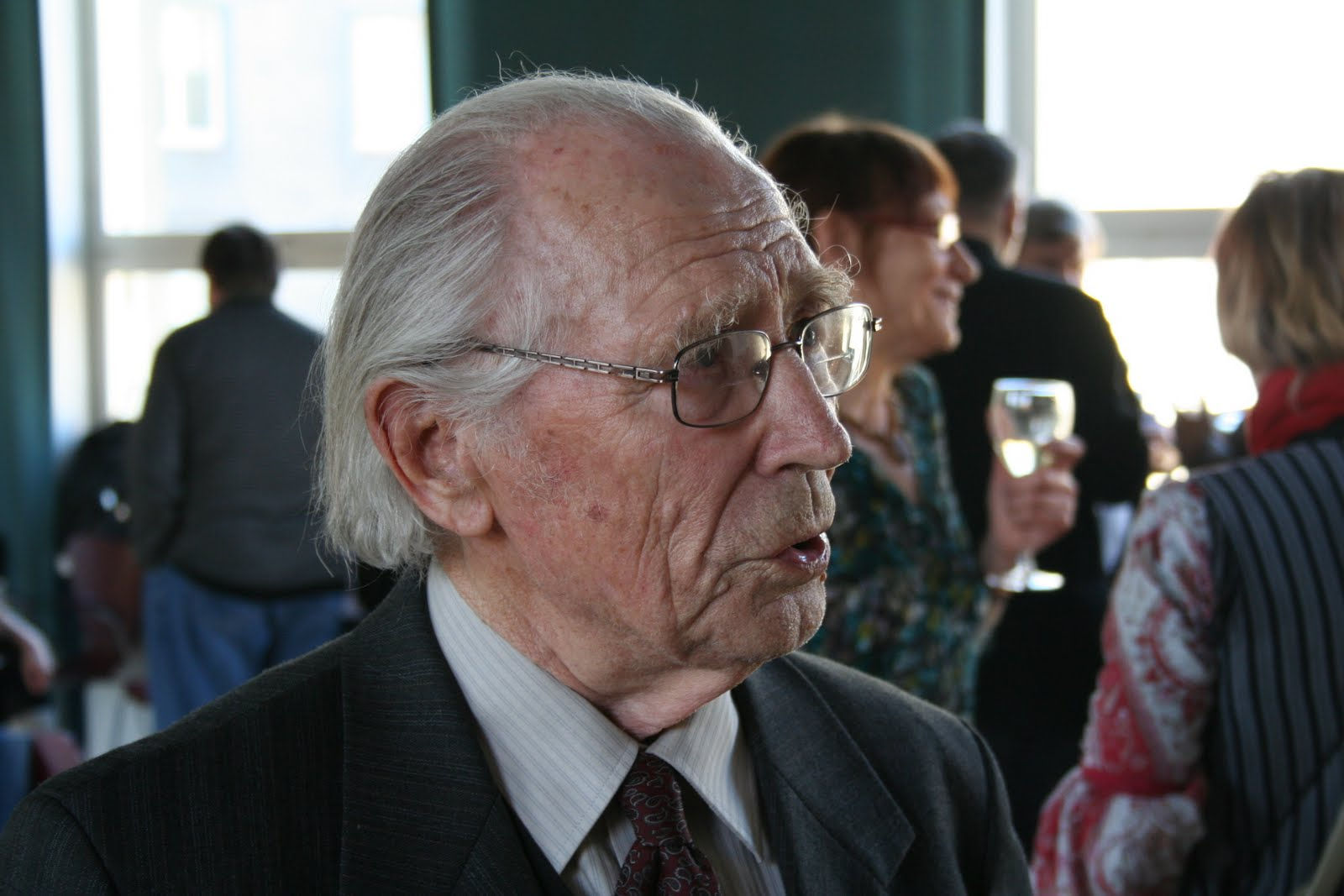
Harri Jõgisalu (2011)

Harri Jõgisalu (até 1936 Harri Konstabel; 24 de agosto de 1922 em Korju, Paadrema, condado de Lääne - 18 de setembro de 2014) foi um escritor infantil da Estónia. Ele escreveu essencialmente sobre a natureza e a vida rural tradicional.
Durante a Segunda Guerra Mundial ele lutou no exército alemão. De 1944 a 1946, ele foi prisioneiro de guerra em Parakhino, na Rússia. Em 1950 formou-se no Instituto de Professores de Tallinn e em 1955 no Instituto Pedagógico de Leningrado como professor de química e biologia. De 1947 a 1978 ele lecionou na Escola Secundária de Märjamaa.

## Obras seleccionadas
- 1967: conto "Käopoja tänu"
- 1982: conto "Kärp"
- 1984: conto "Maaleib"